# Trèves (Gard)
Trèves è un comune francese di 113 abitanti situato nel dipartimento del Gard, nella regione dell'Occitania.

## Società

### Evoluzione demografica
Abitanti censiti